# ピコ・デラ・ミランドラ

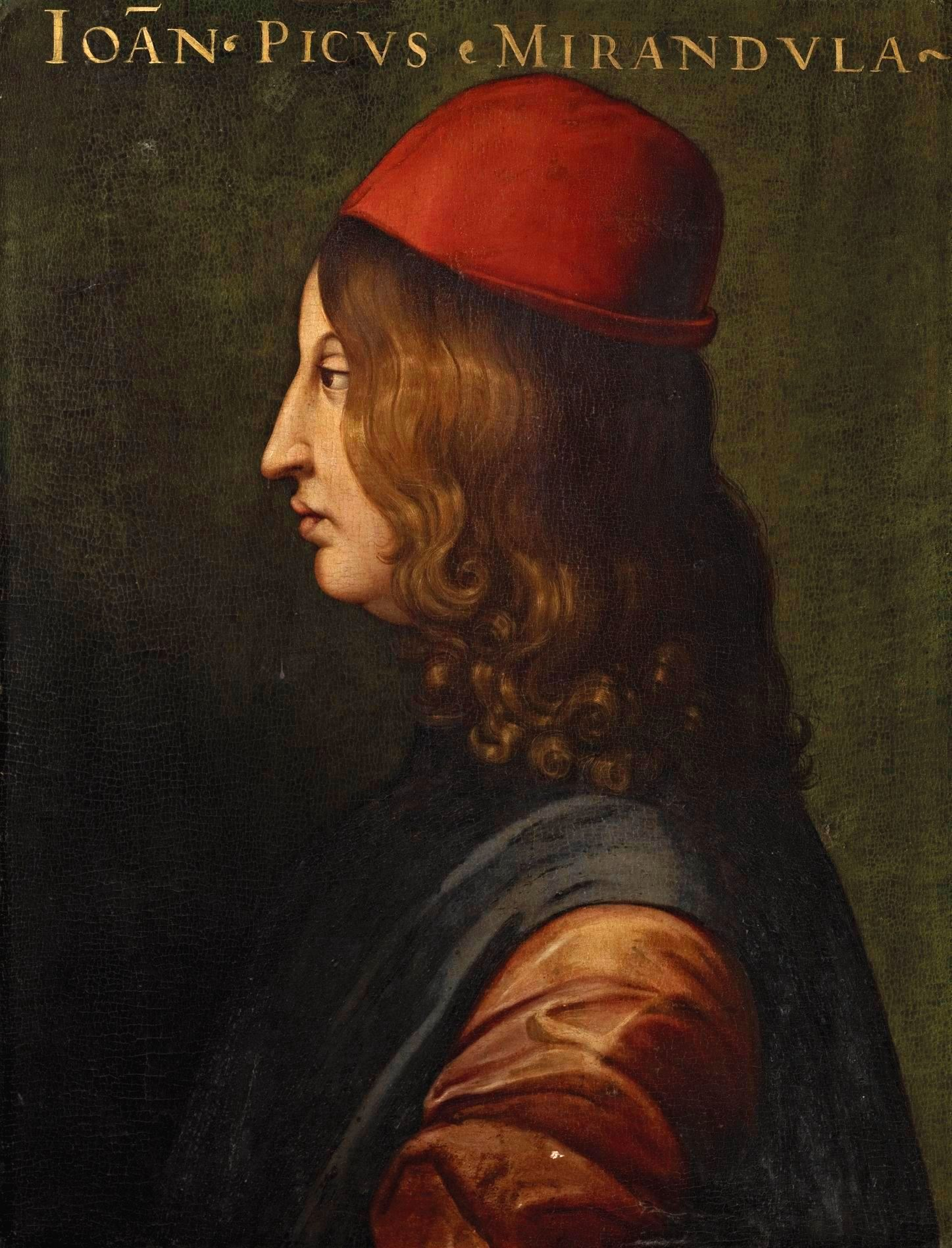
ピコ・デラ・ミランドラ

ジョヴァンニ・ピーコ・デッラ・ミランドラ（Giovanni Pico della Mirandola、1463年2月24日 - 1494年11月17日）は、イタリア・ルネサンス期の哲学者、人文学者である。「人間の尊厳」を主張したとされてきたが、近年では、ピーコの用いる「尊厳」の語には「序列」という意味もあり、今日でいう「尊厳」の意味はなかったとも言われている。ともあれ、ピーコにとって人間とは、なんにでもなれる変幻自在のカメレオンのごときものであった。なお「ピーコ・デッラ・ミランドラ」とは「ミランドラ出身のピーコ」という通称であり、名字はピーコである。

## 生涯
北イタリア・ミランドラの領主、ピーコ家（it:Pico (famiglia)）ジャン・フランチェスコ・ピーコ1世の子として生まれた。ボローニャ大学で法律を、パドヴァ大学で教会法を学んだのち各地で研鑽を積み、フィレンツェへ行き、哲学者として高名なマルシリオ・フィチーノと接した。若くして才能を発揮し、プラトンをギリシャ語で、旧約聖書をヘブライ語で読んだ。博識で弁が立ち、メディチ家のプラトン・アカデミーの中心的な人物の1人になった。
人間は小さな宇宙であり、その中には元素から動植物、理性、神の似姿に至るまでが含まれると考え、人間が動物と異なるのは、自由意志によって何者にも（神のようにも獣のようにも）なることができる点だとして、「人間の尊厳」を主張した。1486年、ローマで哲学・神学の討論会を企画し、討論会のために書いた原稿が『人間の尊厳について』 (Oratio De Dignitate hominis) で、ピーコの主著である。ただしこの題名はピーコ自身の命名ではない。
この討論会では聖体変化などについての議論も予定しており、ローマ教皇インノケンティウス8世から異端の疑いをかけられ、討論会は中止。ピーコも逃亡後、捕えられてしまうが、メディチ家のロレンツォ・デ・メディチの努力により釈放され、フィレンツェに戻る。ジローラモ・サヴォナローラとも親交があった。31歳で死去。
フィチーノと同様、近年は異教的な神秘主義の側面が注目されている。自然を支配する業としての魔術を信じていたが、占星術については、人間の運命が定められているというのは人間の自由意志に反する、として反対するようになり、師フィチーノの説を批判した『反占星術論』を執筆している。また非ユダヤ人としては、はじめてカバラを極めたとされる。

## 著書

Opera omnia, 1601

- 『人間の尊厳について』 植田敏郎訳、創元社、1950年
- 「人間の尊厳についての演説」- 『ルネサンスの人間論　原典翻訳集』佐藤三夫訳編、有信堂高文社、1984年1月。
- 『人間の尊厳について』大出哲・安部包・伊藤博明訳、国文社〈アウロラ叢書〉、1985年11月。ISBN 978-4772001076。
- 『存在者と一者について』[5]伊藤博明編訳。大出哲訳、埼玉大学教養学部〈リベラル・アーツ叢書〉、2015年。ISBN 978-4990625139

## 歴史小説
- エティエンヌ・バリリエ『蒼穹のかなたに－ピコ・デッラ・ミランドラとルネサンスの物語 1・2』桂芳樹訳、岩波書店、2004年3月。